# Daniel Narcisse
Daniel Narcisse (Saint-Denis, 16 dicembre 1979) è un ex pallamanista francese.

## Carriera
Ha vinto due medaglie d'oro olimpiche nella pallamano con la nazionale maschile francese, trionfando alle Olimpiadi del 2008 tenutesi a Pechino e alle Olimpiadi del 2012 a Londra, ottenendo l'argento alle Olimpiadi del 2016 a Rio de Janeiro e partecipando inoltre anche alle Olimpiadi del 2004.
Inoltre con la sua nazionale ha conquistato anche tre medaglie d'oro (2001, 2009 e 2015) e due di bronzo (2003 e 2005) ai campionati mondiali, tre medaglie d'oro (2006, 2010 e 2014) e una di bronzo (2008) ai campionati europei.
Per quanto riguarda la sua carriera nei club, ha militato nel Chambéry Savoie Handball dal 1998 al 2004 e dal 2007 al 2009, nel VfL Gummersbach dal 2004 al 2007, nel THW Kiel dal 2009 al 2013, mentre dal 2013 è nelle file del Paris Saint-Germain.